# Soisalo
Soisalo è un'isola lacustre disabitata, la più grande isola della Finlandia e la più estesa d'Europa tra quelle interne.

## Geografia
Si trova nella regione storica di Savo nella Finlandia Orientale ed è circondata dai laghi Kallavesi, Suvasvesi, Kermajärvi, Ruokovesi, Haukivesi e Unnukka; con una superficie di 1.638 km² l'isola si colloca al 236º posto tra le isole più grandi del mondo.